# Salvacourt
Salvacourt (en wallon : Sérwâcoûrt) est un village de la commune belge de Vaux-sur-Sûre située en Région wallonne dans la province de Luxembourg.
Avant la fusion des communes de 1977, Salvacourt faisait partie de la commune d'Hompré.

## Situation et description
Salvacourt est un petit village ardennais traversé du nord au sud par la Strange, un ruisseau affluent de la Sûre.
Il se situe entre Assenois et Hompré dans un environnement de grandes pairies vouées à l'élevage. Le village possède un ancien moulin à eau et plusieurs anciennes fermes en pierre du pays (schiste) dont au moins une date du XVIIIe siècle. La localité se trouve à 7 km au sud de Bastogne.
Salvacourt était autrefois traversée par la voie romaine Arlon-Tongres.

## Activités et loisirs
Le village est traversé par l'ancienne voie vicinale 168 Bastogne–Martelange devenue un Pré-RAVeL.
Salvacourt compte une maison de repos.